# Cecilia Costa
Cecilia Raquel Costa Melgar (Viña del Mar, 26 de diciembre de 1992) es una tenista chilena. Fue campeona sudamericana en Medellín 2010 y llegó a ser la tenista N.º 1 de Chile en junio de 2013.

## Equipo Fed Cup Júnior de Chile

### M.12
Integró el equipo Nacional, que fue Vicecampeón Sud Americano de la categoría.

### M.14
Integra el equipo COSAT para la gira Europea, producto que fue la jugadora N° 5 de Circuito Sud Americano.
Integra el equipo Nacional, que fue Vicecampeón Sud Americano de la categoría. Integra el equipo Nacional que participó en el Mundial de la categoría, realizado en República Checa.

### M.16
Integra el equipo Nacional que fue Vicecampeón Sud Americano de la categoría.
Integra el equipo nacional que participó en el mundial de la categoría, realizado en Reggio Emilia, Italia.
Integra el Equipo de Proyección de COSAT para M.16 (2007), resultando Campeona en 2 de los cuatro torneos jugados.
Vicecampeón Sud Americano en la categoría de M.16.

## Trayectoria
La trayectoria deportiva de Cecilia Raquel Costa Melgar se identifica por su participación en los siguientes eventos nacionales e internacionales:

### Juegos Suramericanos
Fue reconocido su triunfo de ser la segunda deportista con el mayor número de medallas de la selección de  Chile en los juegos de Medellín 2010.

#### Juegos Suramericanos de Medellín 2010
Su desempeño en la novena edición de los juegos, se identificó por ser la nonagésimo cuarta deportista con el mayor número de medallas entre todos los participantes del evento, con un total de 2 medallas:

- , Medalla de oro: Tennis Singles Women
- , Medalla de oro: Tenis Dobles Mujeres